# Yeonpyeong-myeon
Yeonpyeong-myeon (koreanska: 연평면) är en socken i landskommunen Ongjin-gun i provinsen Incheon i Sydkorea,  115 km nordväst om huvudstaden Seoul. Den  ligger nära Nordkoreas kust och omfattar ögruppen Yeonpyeongdo som består av öarna Daeyeonpyeongdo och Soyeonpyeongdo samt kringliggande mindre öar.